# Van Poelgeest
Van Poelgeest was een middeleeuws adellijk geslacht dat veel landelijk grondbezit had in het Rijnland gebied. Zo hadden ze het bezit van Poelgeest, Heerlijkheid Hoogmade, Jacobswoude, Koudekerk aan den Rijn en de Hoge heerlijkheid Zuid-Polsbroek. Ze verkregen door de jaren heen meerdere grondgebieden maar er werd ook veel verloren, mede door de Hoekse en Kabeljauwse twisten waarbij de Van Poelgeesten verwoede Hoeken waren. Kasteel Oud Poelgeest (Oegstgeest), Groot Poelgeest. Het geslacht bestaat vanaf 1252 tot aan heden.

## Heersers van Poelgeest en Hoogmade
- Dirk I van Poelgeest (-1280)

Wapen van Dirk van Poelgeest (Wapenboek Beyeren)

- Dirk II van Poelgeest (ca.1280-1344)
- Gerrit I van Poelgeest (1324-1384)
- Dirk III van Poelgeest (1363-1409),
- Gerrit II van Poelgeest (1393-1458),
  - Johanna van Poelgeest (-1499),
- Gerrit III van Poelgeest (1420-1482)
- Gerrit IV van Poelgeest (1450-1518),
- Gerrit V van Poelgeest (1490-1549),
- Gerrit VI van Poelgeest (1520-1564),
- Gerrit VII van Poelgeest (1545-1614),
- Gerrit VIII van Poelgeest (1580-1637),
- Gerrit XI van Poelgeest (1625-1678)
- Hans I van Poelgeest (1974-)
- Maarten van Poelgeest (1920-2006)
- Carolina Johanna (Carrie) van Poelgeest (1955-?)

Overige leden
- Aleid van Poelgeest (1370-1392), kleindochter van Dirk II van Poelgeest,  maîtresse van de graaf van Holland, Albrecht van Beieren